# 偉晶岩

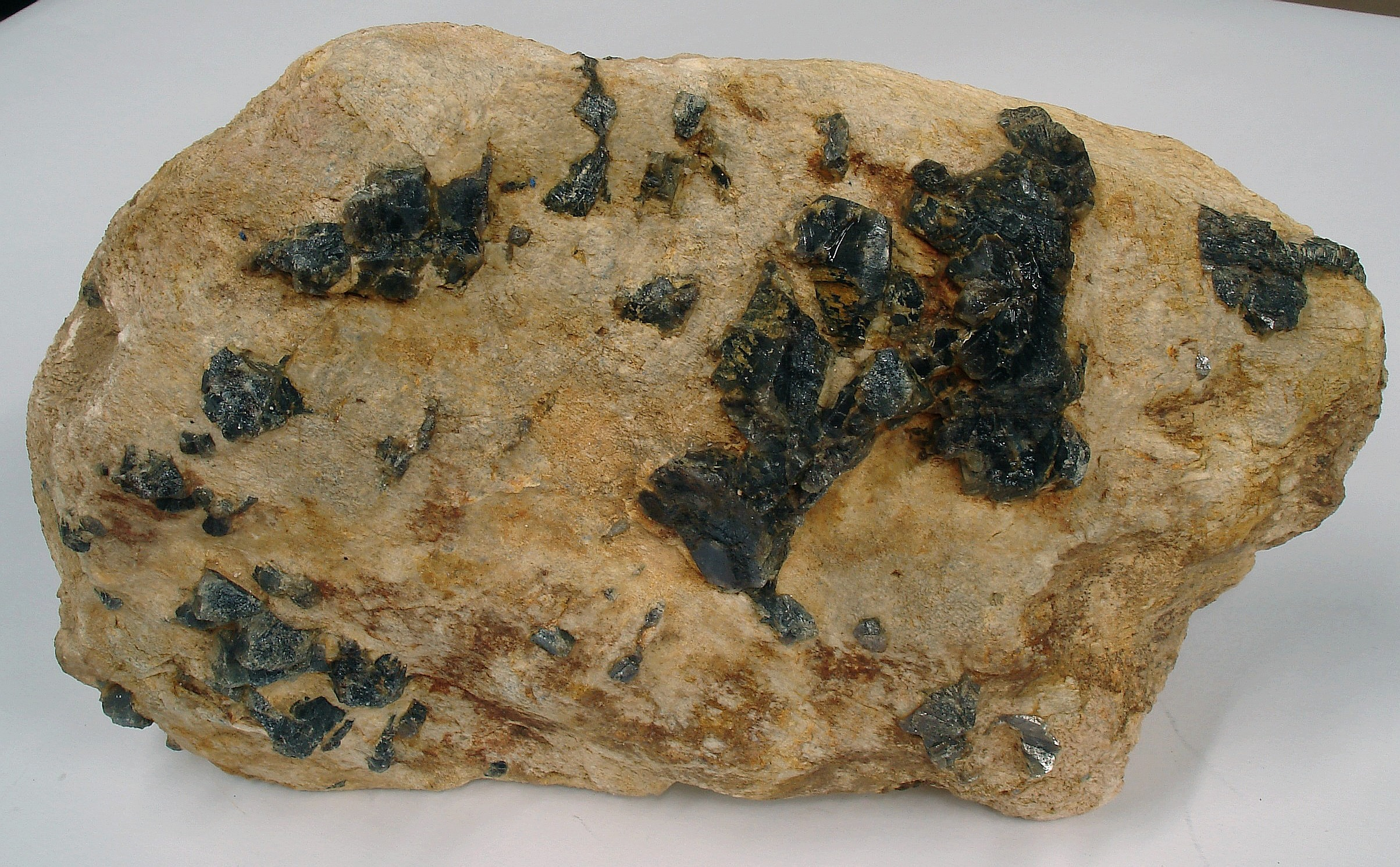
含有蓝色刚玉晶体的伟晶岩

伟晶岩（英語：pegmatite）因为其经常含有大粒晶体而得名，具有粗粒或巨粒结构，粒径通常超过10毫米，晶体最大可以达到数米甚至十米以上长，一般颜色较浅，是一种浅成岩，但常产于深成岩的体内或周围，其包含的晶体经常是有价值的矿物，对于其产生的原因，有多种解释，有的理论认为是由于火山残余的溶浆缓慢结晶而成，也有认为是由于高压造成的强烈扩散条件影响，目前尚没有一致公认的理论。
伟晶岩一般由石英，长石和云母组成，含硅的形式与花岗岩类似。 此外，已知含角闪石，钙富集斜长石，辉石，似长石等矿物的镁铁伟晶岩，它们较为罕见，发现于大片层状侵入物的重结晶区和蜕膜中。
根据其成分不同，伟晶岩可以分为：
- 伟晶辉石岩，黑色或绿黑色，主要由辉石的巨晶组成；
- 辉长伟晶岩，灰色或灰黑色，主要生长在辉长岩中；
- 花岗伟晶岩，灰白色、肉红色或浅灰绿色，主要由石英和长石组成，多有石榴石、绿柱石、黄玉等矿物；
- 正长伟晶岩，灰白色或浅肉红色，几乎全部由碱性长石组成；
- 霞石正长伟晶岩，灰白色或浅绿色，主要由霞石和碱性长石组成；